# FK Klaipėdos Granitas
FK Klaipėdos Granitas (Futbolo Klubas Klaipėdos Granitas) var en litauisk fotbollsklubb från staden Klaipėda. 

## Historia
Klubben grundades 2012. Teamet upplöstes 2015.

## Placering tidigare säsonger
| Säsong | Nivå | Liga                 | Placering | Referens | Kommentar                  |
| ------ | ---- | -------------------- | --------- | -------- | -------------------------- |
| 2012   | 3    | Antra lyga (Vakarai) | 4         | [ 1 ]    | Uppflyttad till Pirma lyga |
| 2013   | 2    | Pirma lyga           | 1         | [ 2 ]    | Uppflyttad till A lyga     |
| 2014   | 2    | A lyga               | 8         | [ 3 ]    |                            |
| 2015   | 2    | A lyga               | 8         | [ 4 ]    | Upplöst                    |